# Берцимас, Димитрис
Дими́трис Джон Берци́мас (греч. Δημήτρης Μπερτσιμάς, англ. Dimitris John Bertsimas; род. 3 октября 1962, Александруполис, Восточная Македония и Фракия, Греция) — греко-американский математик, специалист в области прикладной математики, признанный пионер предсказательной аналитики в здравоохранении. Профессор Школы менеджмента имени Слоуна Массачусетского технологического института (MIT Sloan), содиректор Центра исследования операций MIT (2006—н. в.). Член Американского математического общества, Общества промышленной и прикладной математики, Общества математического программирования, Эконометрического общества, Американской финансовой ассоциации, Института математической статистики, Национальной инженерной академии (2005), Института исследования операций и управленческих наук (2007). Председатель мандатной комиссии Группы греческих учёных Бостона.
h-индекс = 77, процитирован > 29 220 раз.

## Биография
Единственный ребёнок в греческой семье из среднего класса. Отец Димитриса был инженером, а мать — учительницей начальной школы. Вырос в Афинах.

### Образование
Афинский колледж (1981), Афинский национальный технический университет (бакалавр электротехники, 1985), Массачусетский технологический институт (магистр в области исследования операций, 1987; доктор философии в области исследования операций и прикладной математики, 1988).

## Карьера
1988—н. в.: ассистент-профессор (1988—1992), ассоциированный профессор (1992—1993), профессор (1994—н. в.) Школы менеджмента имени Слоуна Массачусетского технологического института.
1991—н. в.: консультант более 30 ведущих компаний.
1998: основатель ООО «Dynamic Ideas», активы которого в 2002 году были проданы финансовой компании American Express.
2001—2004: член совета по математическим наукам Национального научного фонда.
2004: сооснователь издательства «Dynamic Ideas».
2006—н. в.: содиректор Центра исследования операций MIT.
2010—н. в.: основатель и управляющий партнёр ООО «Alpha Dynamics».
2013—2016: президент Совета Афинского национального университета имени Каподистрии.
2016—н. в.: главный редактор научного журнала «Journal on Optimization» Института исследования операций и управленческих наук.
Приглашённый профессор Стэнфордского университета (1996) и Калифорнийского университета в Беркли (2002).
Сооснователь аналитических компаний «Alpha Dynamics», «Dynamic Ideas Financial» (2011), «Benefits Science Technologies» (2011), «Aviation Edge» (2012), «MyA Health» (2016) и «P2 Analytics» (2016).
Автор многочисленных научных статей по оптимизации, data mining, прикладной теории вероятностей и финансовой математике. Автор четырёх учебников, используемых в более чем 40 университетах по всему миру.
Бывший помощник редактора многих научных журналов.

## Научная деятельность
Сфера научных интересов: исследование операций (непрерывная, дискретная, стохастическая и робастная оптимизация, data mining, прикладная теория вероятностей, стохастический процесс), предсказательная аналитика, авиаперевозки (организация потоков воздушного движения, обслуживание аэропортов, перегрузка), здравоохранение, финансы (распределение активов, управление рисками, непараметрическое оценивание).

## Личная жизнь
Супруг учёного-математика, профессора MIT Sloan Джорджии Перакис, также уроженки Греции.

## Награды и почести
- 1988 — TSL Dissertation Prize[22]
- 1989 — George Nicholson Student Paper Competition (1st place)[22]
- 1991—1996 — Presidential Young Investigator Award (Национальный научный фонд)[21]
- 1996 — Optimization Prize (Общество промышленной и прикладной математики)
- 1996 — Erlang Prize[22]
- 1998 — Bodossaki Scientific Award
- 1999 — Samuel M. Seegal Prize
- 2002 — Стипендия Миллера (Калифорнийский университет в Беркли)
- 2008 — Farkas Prize[22]
- 2013 — Pierskalla Best Paper Award
- 2013 — Philip McCord Morse Lectureship Award (Институт исследования операций и управленческих наук)[22]
- 2015 — Jamieson Prize
- 2015 — Military Operations Research Best Paper Prize
- 2016 — Harold Larnder Prize
- 2016 — Distinguished Lecturer (Международная федерация обществ исследования операций)[23]
- 2017 — Outstanding Teaching Award (MIT Sloan)[4][24]

## Публикации

### Учебники
- The Analytics Edge (2016)
- Introduction to Linear Optimization (2008)
- Data, Models, and Decisions (2004)
- Optimization Over Integers (2005)[25][26][27]